# Port lotniczy Zonguldak
Port lotniczy Zonguldak (IATA: ONQ, ICAO: LTAS) – port lotniczy położony 42 km od Zonguldak, w prowincji Zonguldak, w Turcji.

## Linie lotnicze i połączenia
| Linia Lotnicza    | Kierunek                                |
| ----------------- | --------------------------------------- |
| Corendon Airlines | Sezonowo: 1. Kolonia/Bonn 2. Düsseldorf |
| SunExpress        | Sezonowo: 1. Dortmund 2. Düsseldorf     |
| Turkish Airlines  | 1. Stambuł                              |